# Clinohelea curriei
Clinohelea curriei är en tvåvingeart som först beskrevs av Daniel William Coquillett 1905.  Clinohelea curriei ingår i släktet Clinohelea och familjen svidknott. Inga underarter finns listade i Catalogue of Life.